# Scheinriese
Der Scheinriese ist eine literarische Figur aus dem 1960 erschienenen Kinderbuch Jim Knopf und Lukas der Lokomotivführer. Der Autor Michael Ende beschreibt ihn als einen friedlichen, empathischen, hilfsbereiten, einsamen (aber eigentlich geselligen) Herrn namens Tur Tur, der nichts dafür kann, dass sich andere wegen seiner scheinbaren Größe vor ihm fürchten.
Seit Ende der 1960er Jahre wird Scheinriese auch als Schlagwort – besonders im politischen Zusammenhang – im Journalismus verwendet, um Personen, Personengruppen, Staaten und anderes zu charakterisieren. In diesem Zusammenhang ist die Metapher meist ironisch oder abwertend konnotiert und bezeichnet eine Person, eine Sache, die fälschlich oder unberechtigt das Erscheinungsbild von Größe, Stärke oder Macht zeigt oder beanspruchen möchte. In dieser Art der Verwendung steht die Metapher im Gegensatz zum netten, bedauernswerten Scheinriesen Tur Tur im Kinderbuch.

## Der Scheinriese im Kinderbuch
Im Kinderbuch Jim Knopf und Lukas der Lokomotivführer verirren sich Jim und Lukas in der Wüste „Ende der Welt“. Dort bemerken sie am Horizont eine riesige Gestalt. Jim ist verängstigt, aber als Lukas vorangeht, folgt er ihm mit zitternden Knien. Lukas spricht sich selber und Jim Mut zu und als sie der Gestalt immer näher kommen, erweist sich der „Riese“ als ein Mann von ganz normaler Größe, der sich als „Herr Tur Tur“ vorstellt.
Herr Tur Tur ist ein Scheinriese und erläutert ihnen seine Besonderheit, indem er zuerst die Größenwahrnehmung bei nah und fern im Allgemeinen erklärt, dann das ihm eigene Phänomen – ein Scheinriese zu sein – mit entwaffnender Einfachheit feststellt und zu dem Schluss kommt, dass fast jeder Mensch irgendwelche besonderen Eigenschaften habe. Obwohl ihn andere durch seine scheinbare Riesenhaftigkeit mit Angst wahrnähmen, sei er eigentlich „ein sehr friedlicher und geselliger Mensch“, aber durch die Furcht der anderen vor ihm sei er während seiner Kindheit sehr allein gewesen. Nur auf seine Eltern habe er sich immer verlassen können, sie hätten nie Angst vor ihm gehabt. Herr Tur Tur erzählt ihnen auch von seiner Einsamkeit nach dem Tod seiner Eltern und von seiner Entscheidung, in die Wüste zu gehen, damit er andere Menschen durch seinen Anblick nicht unnötig in Angst versetze.
Am Ende des Treffens beweist der Scheinriese Tur Tur seine Freundlichkeit, indem er Jim und Lukas hilft, den Weg aus der Wüste zu finden. Jim Knopf wiederum beendet im Folgeband Jim Knopf und die Wilde 13 die Einsamkeit des Scheinriesen, indem er und Lukas Herrn Tur Tur – im Auftrag von König Alfons dem Viertel-vor-Zwölften – als lebenden Leuchtturm nach Lummerland holen. Weil die Insel so klein ist, kann dort niemand so weit entfernt sein, dass er Angst vor Herrn Tur Tur bekäme.
Der Scheinriese im Kinderbuch ist also eine freundliche, rücksichtsvolle, hilfsbereite, aber auch einsame Person, die aufgrund ihrer „natürlichen Eigenschaft“, ihrer Erscheinung als Scheinriese, von anderen Menschen zu Unrecht gefürchtet wird.

## Rezeption

### Literarische Rezeption
Die Beschreibung durch Michael Ende ist deutlich: Hinter seinem Anderssein, seiner „besonderen Eigenschaft“, die der Scheinriese Tur Tur geduldig und auch unter Einbezug von Jim als Beispiel erklärt, ist er ein normaler Mensch mit Wünschen und unerfüllten Bedürfnissen. Die Geschichte des Scheinriesen kann – je nach Alter – zu einer unterschiedlichen Wahrnehmung führen. Während Kinder ihn direkt „als armen Kerl wahr[nehmen], mit dem man Mitleid haben muss“, der Mitgefühl erzeugt, assoziieren Erwachsene eher realitätsnah: „Für sie steht der Scheinriese für die Neigung des Menschen, sich und andere über seine wahre Bedeutung zu täuschen“.
Der Literaturwissenschaftler Dieter Borchmeyer zieht im Schlusswort der Abhandlung Aufstieg und Fall der Zentralperspektive (2004) den Scheinriesen zur Erläuterung seiner Schlussfolgerung heran: 

„Der ‚Scheinriese‘ stellt also die perspektivische Verkürzung auf den Kopf. […] Der perspektivische Schein wird in der Verkehrten Welt des Scheinriesen zum Spielball der Phantasie – ein Signal dafür, dass die Zentralperspektive, einst die stolze Errungenschaft einer durchrationalisierten, wissenschaftlich beherrschten Welt, ihre historische Rolle für immer ausgespielt hat.“

In einer Zwiebelfisch-Kolumne weist Bastian Sick 2008 darauf hin, dass der Scheinriese auch als semantische Eselsbrücke dienen kann:

„Mit Hilfe des freundlichen Riesen Tur Tur lernt man den Unterschied zwischen ‚anscheinend‘ und ‚scheinbar‘ kennen – denn Herr Tur Tur, dem Jim Knopf und Lukas auf ihrer Reise nach China in der Wüste begegnen, ist nur scheinbar ein Riese. Ein Scheinriese, der immer größer wird, je weiter er sich entfernt, und immer kleiner, je näher er kommt.“

### Rezeption in der Justiz
In einem Entscheid über die Aufrechterhaltung von Kontakten zwischen dem Vater und dem bei der Mutter lebenden Kind gegen dessen Willen bediente sich das Obergericht des Kantons Zürich der Figur Endes:

„Angst muss ernst genommen werden; sie zu überwinden, kostet Anstrengung und braucht auch Mut. Aber nur wer Angst aktiv angeht, vermag sie zu überwinden, oder erkennt, dass sie unbegründet gewesen ist. Die Figur des Scheinriesen ‚Herr Tur Tur‘ aus dem Kinderbuch ‚Jim Knopf und Lukas der Lokomotivführer‘ veranschaulicht dieses Phänomen hervorragend: Je weiter entfernt ‚Herr Tur Tur‘ ist, umso bedrohlicher erscheint er; nur wer sich ihm nähert, erkennt, dass er kein Riese ist.“

### Metapher im Journalismus
Die Metapher Scheinriese wird im Journalismus in ganz unterschiedlichen Bereichen und meist mit einer von der im Kinderbuch beschriebenen Thematik abweichenden Bedeutung verwendet. Die Metapher ist dann meist ironisch oder abwertend konnotiert und bezeichnet ein Objekt, das fälschlich oder unberechtigt das Erscheinungsbild von Größe, Stärke oder Macht zeigt oder beanspruchen möchte. Die unterschiedlichsten Personen, Gruppen, Gegenstände oder Konzepte werden mit ihr in Zusammenhang gebracht.
Eine der frühesten Erwähnungen erfolgte durch Golo Mann in der Wochenzeitschrift Die Zeit im Jahr 1969; sie bezieht sich auf Deutschland und andere Staaten:

„Das Klagewort, Deutschland sei wirtschaftlich ein Riese und politisch ein Zwerg, zeugt von wenigem Verständnis für das, was die Staaten heute sind, sein können, sein sollen; nicht bloß die ehemaligen Großmächte Europas, sondern die Staaten überhaupt. Die Zwerge können keine Riesen mehr werden, auch wenn sie ihre Warenproduktion noch einmal verdreifachen. Im Gegenteil dürfte immer deutlicher sich herausstellen, daß auch die letzten Riesen nur Scheinriesen sind; eine Lektion, welche der Präsident Lyndon B. Johnson – erinnert man sich noch an den? – auf bitterem Wege lernte.“

Danach und bis heute erfolgt vielfältige mediale Verwendung der Scheinriese-Metapher für Personen, Parteien, Staaten, Wirtschaftsunternehmen, Fußballvereine, Nationalmannschaften, Automobile, eine Tageszeitung, ein Finanzinstrument, den Arbeitsmarkt, Klimaschutzpläne, und vieles andere mehr.

## Scheinzwerg
Im Gegensatz zu Scheinriese erhielt das Antonym Scheinzwerg erheblich weniger Beachtung, obwohl Herr Tur Tur ihn mit entwaffnender Logik im selben Buchkapitel einführt: „Deshalb sage ich, ich bin ein Scheinriese. Genauso, wie man die anderen Menschen Scheinzwerge nennen könnte, weil sie ja von weitem wie Zwerge aussehen, obwohl sie es gar nicht sind.“
Im Jahr 2010, zum 50-jährigen Erscheinungsjubiläum des Buches Jim Knopf und Lukas der Lokomotivführer, erschien in der Frankfurter Rundschau ein Artikel mit dem Titel Der Scheinzwerg, der sich auf dieses Buch von Michael Ende bezieht, das zuerst kein Verlag haben wollte und das später eines der beliebtesten deutschen Kinderbücher wurde und nun in 33 Sprachen übersetzt vorliegt.
Eine Zusammenführung beider Begriffe erfolgte 1997 in einem Artikel mit dem Titel „Vom ‚Scheinzwerg‘ zum ‚Scheinriesen‘ – deutsche Außenpolitik in der Analyse“.

## Neologismen
Ausgehend von der Geschichte des Scheinriesen Tur Tur sind auch Neologismen entstanden, die mehr oder wenig häufig verwendet werden: Turturismus, Tur-Turisierung, Scheinriesin, scheinriesig etc.